# Escola Sesc de Ensino Médio
A Escola Sesc de Ensino Médio (ESEM) é uma escola de ensino integral, anteriormente com regime de  escola-residência, localizada no Rio de Janeiro e que reunia alunos de todas as unidades federativas do Brasil. A partir de 2023, a instituição passou a aceitar apenas turmas do estado do Rio de Janeiro em regime externo, isto é, sem internato. A primeira turma apenas com alunos do Rio de Janeiro foi a 23-25. A última turma de estudantes residentes se formou em 2024.
O senador Cristovam Buarque proferiu a aula inaugural, realizada em 19 de fevereiro de 2008.. Atualmente, possui a 38ª melhor nota do Exame Nacional do Ensino Médio no país, ocupa a 9ª posição do Rio de Janeiro  e foi a melhor Escola gratuita do Estado, segundo o ENEM.

## O projeto
Idealizada pelo presidente da Confederação Nacional do Comércio de Bens, Serviços e Turismo (CNC), Dr. Antonio Oliveira Santos, a Escola SESC de Ensino Médio recebia todos os anos alunos de todas as unidades federativas do Brasil, incluindo o Distrito Federal, para cursar os três anos do Ensino Médio. Os estudantes viviam no colégio, onde, além das aulas regulares, convivem com culturas diferentes e optam quais oficinas que querem participar, entre as opções estão esportivas (tênis, futsal, vôlei, artes marciais, natação, basquete e [handebol] ), artísticas (artes visuais e tecnológicas e teatro) e estudos eletivos, entre outras.
Os alunos da primeira e segunda série moram na Vila dos Alunos, onde dividem quarto com mais dois alunos de diferentes regiões, além de um professor no andar, que é responsável pela vida residencial dos estudantes. Os alunos da terceira série conviviam em forma de república na Vila dos Professores.
Além da diversidade existente, os alunos fazem cursos oferecidos pelo SENAC e têm acesso ao primeiro emprego.

## Bolsas de estudos
Considerada uma instituição particular, a escola é mantida pelo Serviço Social do Comércio (SESC), que oferece a todos os seus alunos bolsas de estudos integrais, que são concedidas após prova objetiva e redação 
O processo seletivo é gratuito e composto por 4 Fases: uma delas é a realização de provas objetivas de Língua Portuguesa, Matemática, Ciências Humanas e Ciências da Natureza, além da Redação. Para fazer a inscrição e participar do processo, o jovem precisa, obrigatoriamente, estar cursando ou ter concluído o 9º ano do Ensino Fundamental e ter nascido na data específica para um determinado ano, a data de nascimento especifica é anunciada no site deles e muda conforme os anos . 

## Intercâmbio
Em 2010, foi realizado o primeiro intercâmbio. Um grupo de seis alunos, acompanhado de dois professores, esteve em Boise e Sun Valley, nos Estados Unidos. Atualmente, as escolas estadunidenses parceiras do projeto são Community School (Sun Valley, Idaho) e Phillips Academy (Andover, Massachusetts). 